# St-Germain-de-Charonne (Paris)

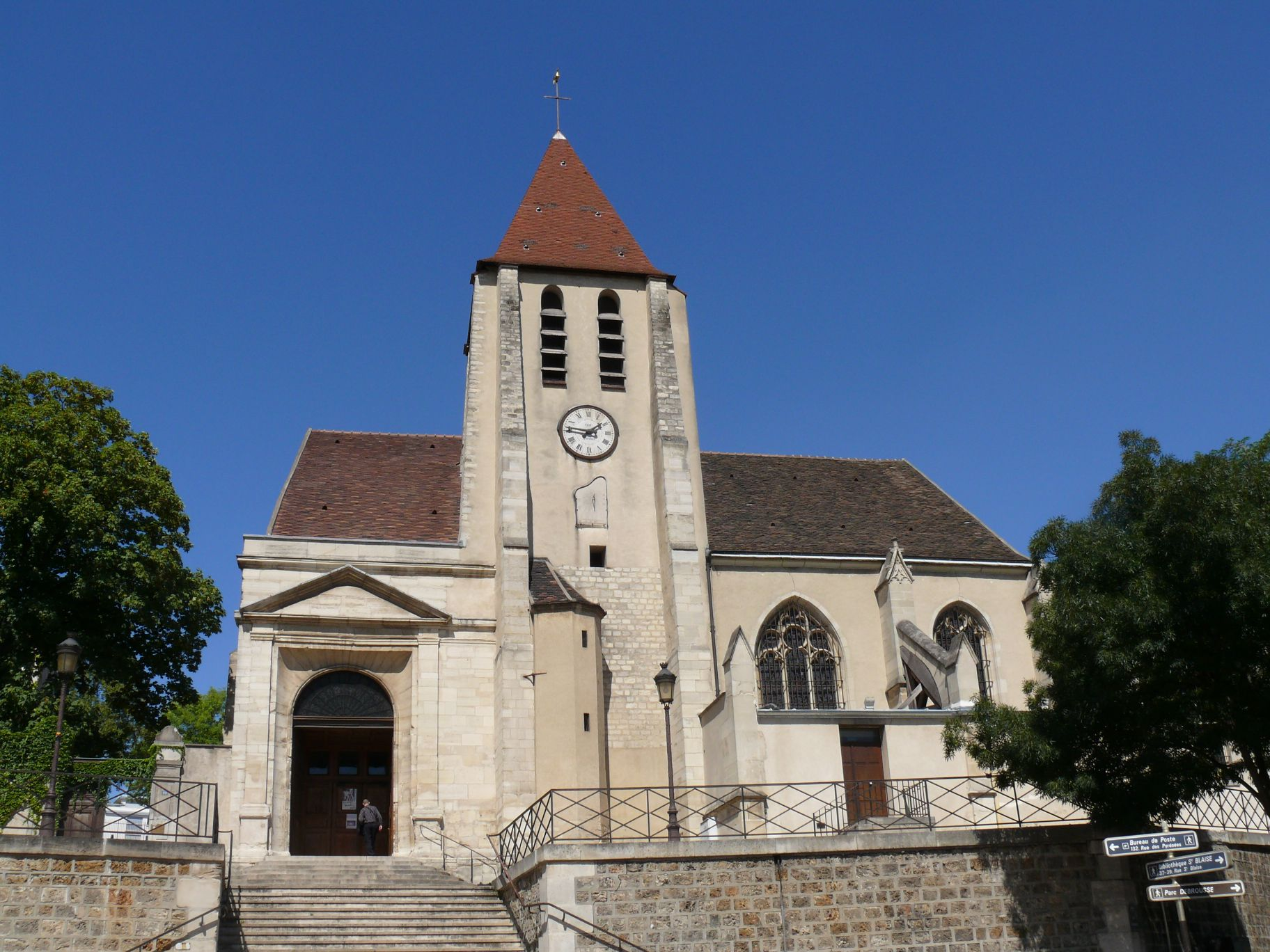
Südseite

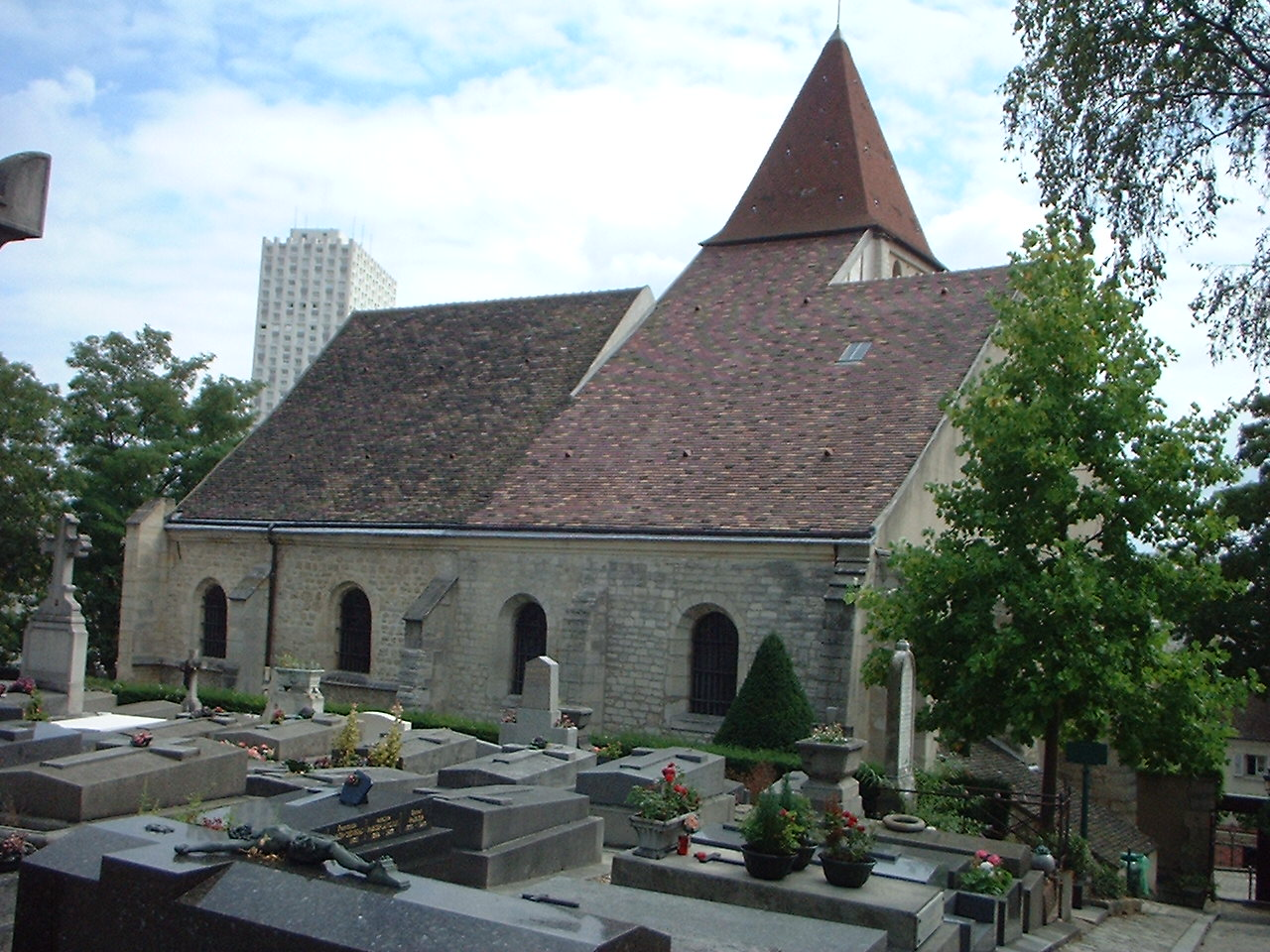
Die Nordseite mit dem Friedhof

Die katholische Pfarrkirche Saint-Germain-de-Charonne wurde im 15. Jahrhundert im Stil der Gotik errichtet. Sie ist von einem Friedhof umgeben und steht am Place Saint-Blaise Nr. 4 im 20. Arrondissement von Paris. Die nächsten Metrostationen sind Gambetta und Porte de Bagnolet der Linie 3. 1923 wurde die Kirche in die Liste der französischen Baudenkmäler als Monument historique aufgenommen.

## Geschichte
Im 12. oder 13. Jahrhundert wurde eine erste Kirche errichtet, von der noch der Turm erhalten ist. Nach der Legende wurde sie an der Stelle einer Kapelle aus dem 5. Jahrhundert errichtet, die dem heiligen Germanus von Auxerre (Germain) geweiht war und an die erste Begegnung des Heiligen mit der heiligen Genoveva, der späteren Schutzpatronin von Paris, erinnern sollte. Während des Hundertjährigen Krieges brannte die Kirche ab und im 15. Jahrhundert wurde eine neue Kirche gebaut, in die man den Turm der Vorgängerkirche integrierte. Als im 18. Jahrhundert das Westportal einem Brand zum Opfer fiel, verlegte man den Eingang auf die Südseite und schuf 1837 das heutige Portal im Stil des Klassizismus. Saint-Germain-de-Charonne war die Pfarrkirche der ehemaligen eigenständigen Gemeinde Charonne, bevor diese 1860 nach Paris eingemeindet wurde.

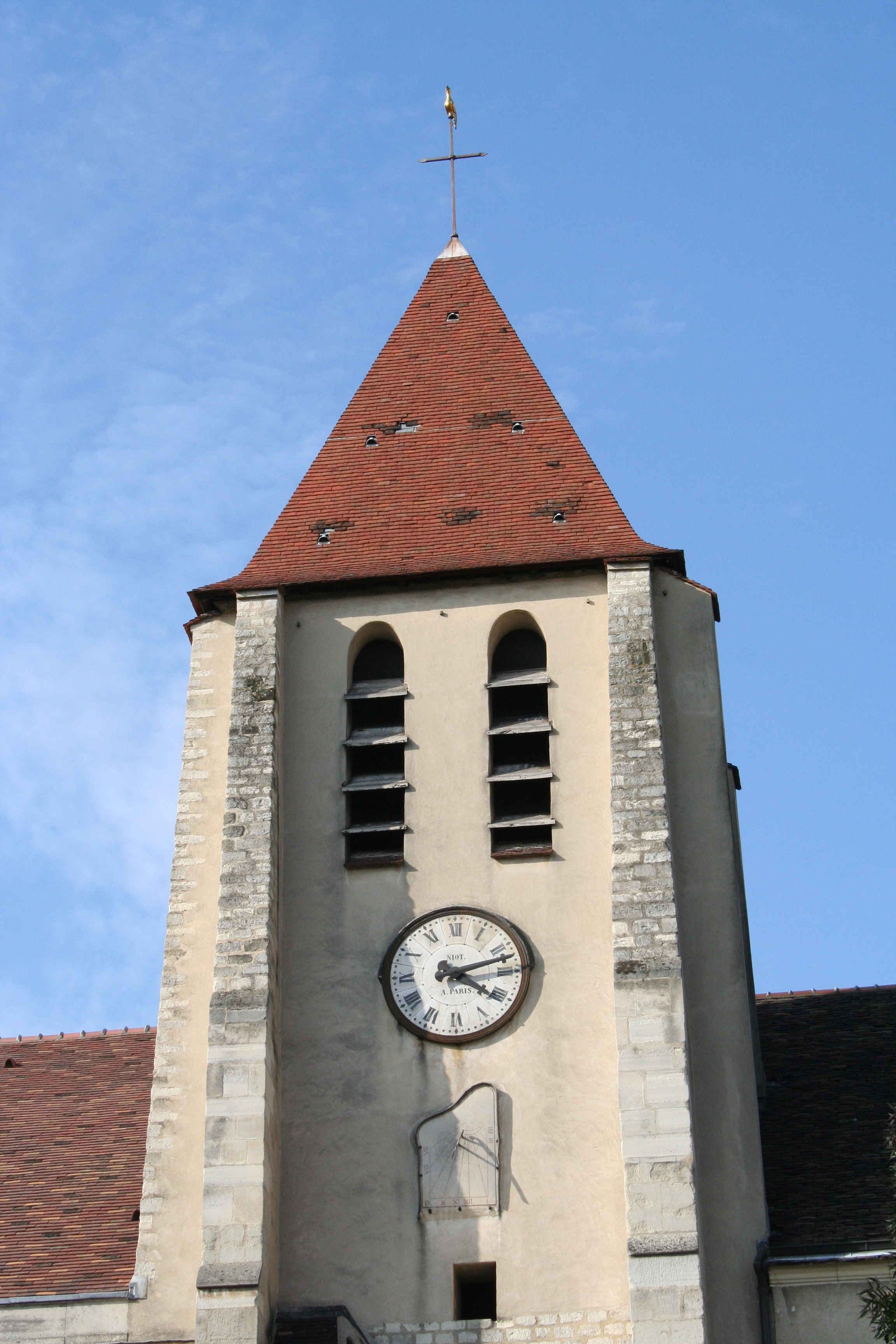
Glockenturm

## Architektur

### Außenbau
Über dem zweiten Joch des südlichen Seitenschiffs erhebt sich der aus dem 12./13. Jahrhundert erhaltene Glockenturm. Er wird von massiven Strebepfeilern gestützt und ist von einem Pyramidendach bekrönt. Auf allen vier Seiten ist er von rundbogigen Klangarkaden durchbrochen. An seiner Südseite ist ein oktogonaler Treppenturm vorgebaut.
Das Eingangsportal liegt an der Südseite des ersten Langhausjoches. Es ist von zwei schlichten Pilastern und einem Dreiecksgiebel eingefasst. Die Südseite der beiden östlichen Joche ist von zwei gotischen Maßwerkfenstern durchbrochen und wird von ausladenden Strebebögen abgestützt, unter denen im 19. Jahrhundert die Sakristei gebaut wurde.

### Innenraum
Den Innenraum wird von Spitzbogenarkaden auf achteckigen Pfeilern aus dem 15. Jahrhundert in drei Schiffe und vier Joche gegliedert. In einen der Pfeiler ist eine Inschrift graviert mit der Jahreszahl 1460. Die Pfeiler unter dem Glockenturm stammen aus dem 12./13. Jahrhundert und sind mit Blattkapitellen verziert. Der Chor ist eckig geschlossen. An ihn schließen sich eine dem heiligen Blasius und eine Maria geweihte Kapelle an.

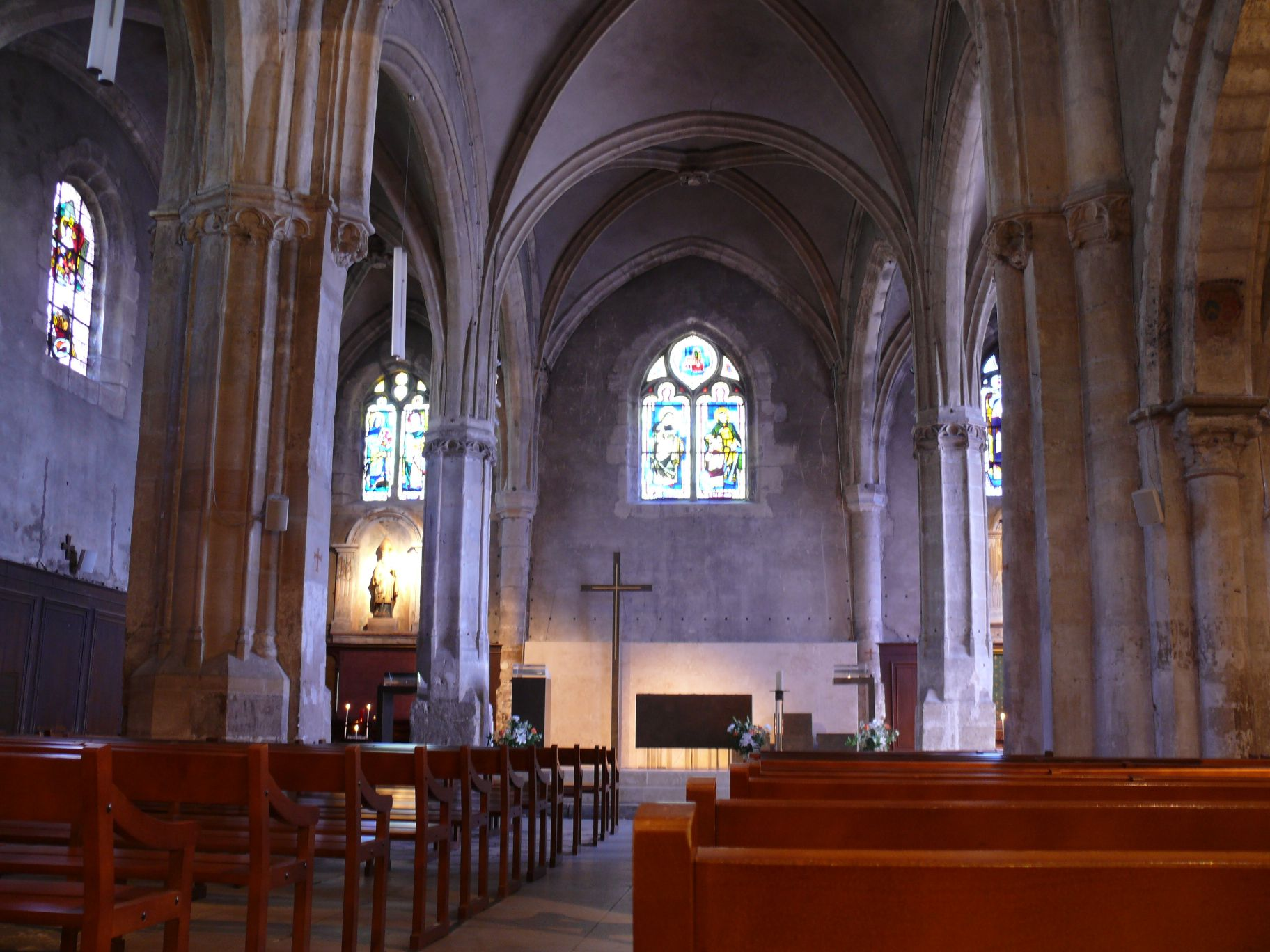
Innenraum

## Bleiglasfenster
Mit der Anfertigung der Bleiglasfenster wurden um 1950 die Glasmaler Paul-Henri Bony, Adéline Hebert-Stevens und Pauline Peugniez beauftragt. Die Chorfenster stellen die Jungfrau Maria, den heiligen Joseph mit dem Jesuskind, die heiligen Cäcilie und die heiligen Genoveva dar. Ein Fenster des südlichen Seitenschiffes zeigt den heiligen Blasius, wie er ein Kind rettet, das eine Fischgräte verschluckt hat. Die anderen Fenster sind dem heiligen Vinzenz von Paul, dem Schutzpatron Germanus von Auxerre, dem heiligen Laurentius und der heiligen Katharina gewidmet.

## Ausstattung
- Am Eingang erinnert das Gemälde La Rencontre de saint Germain et de sainte Geneviève von Joseph-Benoît Suvée (1743–1807) an die Begegnung des heiligen Germanus mit der heiligen Genoveva.
- Im Chor befindet sich eine Holzskulptur aus dem 18. Jahrhundert, die den heiligen Blasius, den zweiten Schutzpatron der Kirche, darstellt.

## Orgel

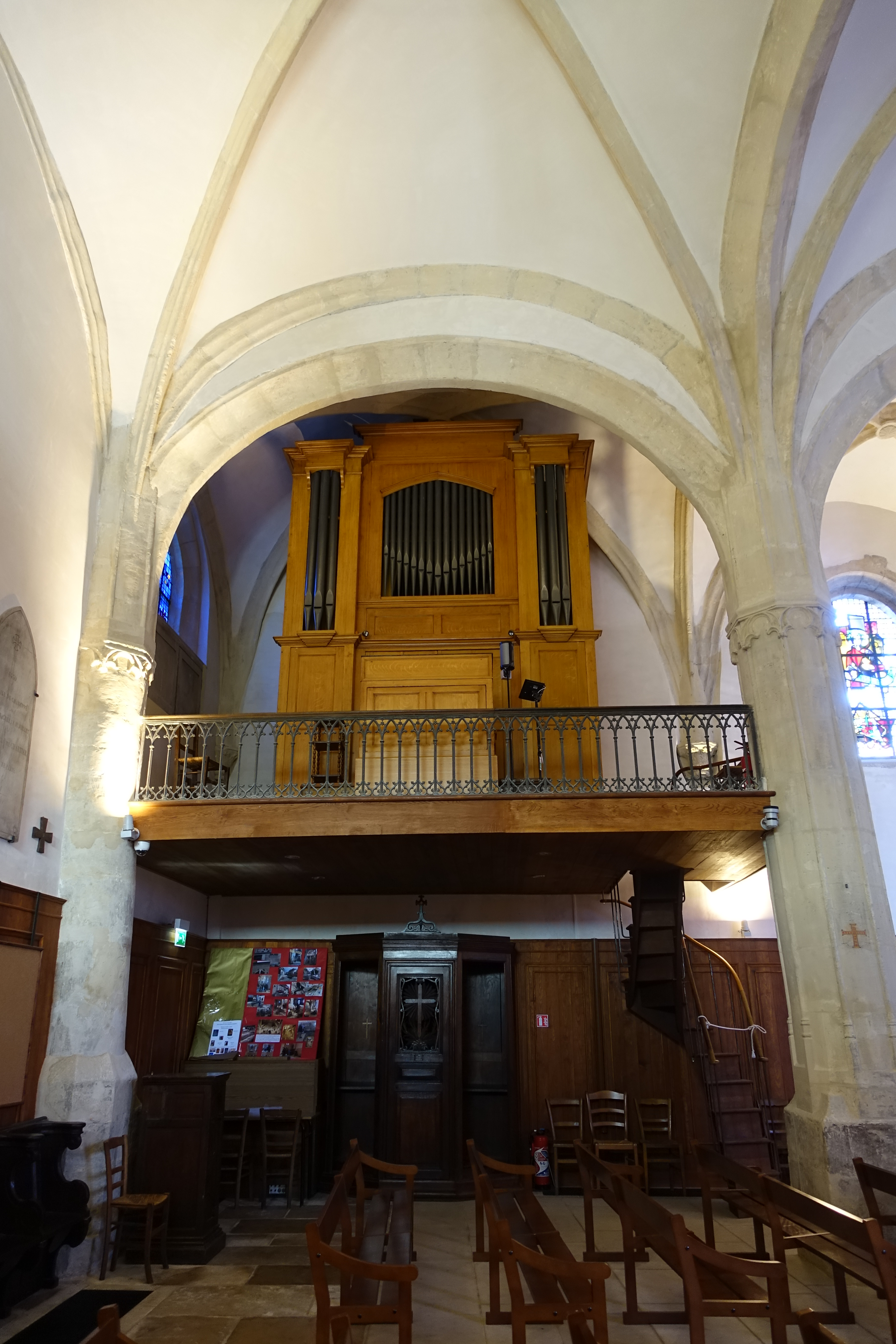
Blick auf die Orgel

Die Orgel ist ein Werk des Orgelbauers Marie Antoine Louis Suret, sie wurde zwischen 1850 und 1860 eingebaut. 1991 wurde der instrumentale Teil der Orgel in die Liste der Monuments historiques aufgenommen. Das rein mechanische Instrument hat 13 Register auf zwei Manualwerken und Pedal.
| I Grand Orgue C–f3 |            |     |
| 1.                 | Bourdon 0  | 16′ |
| 2.                 | Bourdon    | 08′ |
| 3.                 | Flûte      | 08′ |
| 4.                 | Prestant   | 04′ |
| 5.                 | Salicional | 04′ |
| 6.                 | Trompette  | 08′ |
| 7.                 | Clairon    | 04′ |
|                    | Tremulant  |     |

| II Récit expressif C–f3 |                  |     |
| 8.                      | Gambe            | 08′ |
| 9.                      | Voix céleste     | 08′ |
| 10.                     | Flûte douce      | 08′ |
| 11.                     | Flûte harmonique | 08′ |
| 12.                     | Hautbois         | 08′ |

| Pédale C–d1 |          |     |
| 13.         | Soubasse | 16′ |

- Koppeln: II/I, I/P, II/P.